# Љутомер
Љутомер (словен. Ljutomer) је насеље и управно средиште истоимене општине Љутомер, која припада Помурској регији у Републици Словенији.
По попису становништва из 2011. године, насеље Љутомер имало је 3.460 становника.